# Chrysoprasis rugulicollis
Chrysoprasis rugulicollis là một loài bọ cánh cứng trong họ Cerambycidae.